# リビア・アラブ航空1103便空中分解事故
リビア・アラブ航空1103便空中分解事故とは、1992年12月22日にリビア・アラブ航空1103便がトリポリ国際空港（トリポリ）への着陸直前に空中分解し、乗員・乗客157名全員が死亡した航空事故である。リビア空軍Mig-23と空中衝突したとされる。

## 概要
当日、リビア・アラブ航空1103便（機体番号5A-DIA、ボーイング727）はベニナ空港（ベンガジ）からトリポリ国際空港（トリポリ）行の国内便としてベニナ空港を出発した。トリポリ国際空港への着陸態勢に入り、3500フィート（1067メートル）地点で航空機に何かが衝突し、空中分解を起こした。乗客147名、乗員10名全員が死亡した。公式声明ではリビア空軍所属のミグ23の衝突を非難した。問題のミグ23を操縦していたパイロットと教官が拘束された。この事故はリビアで発生した最悪の航空事故である。
20年後、ムアンマル・アル＝カッザーフィー（カダフィ大佐）の死後、アブデル・マジッド・タヤリがミグ機の教官として公式の場で、リビア・アラブ航空1103便が撃墜されたものと主張した。それは、「トカゲの尻尾切り」のようなもので、ミグ機はいくつかの原因不明の理由で撃墜され、研修生とともに落下直前に脱出を余儀なくされたと話した。カダフィ政権（大リビア・アラブ社会主義人民ジャマーヒリーヤ国）とリビア国民評議会の外交官を務めたアリー・スレイマン・アウジャリは、カダフィ大佐はパンアメリカン航空103便爆破事件後、リビアへ課せられた国際的な制裁の悪影響を示すために、撃墜命令を出したと主張している。アウジャリは、カダフィ大佐が時限爆弾によって航空機を爆破する予定だったが、それが失敗したときに「航空機は空中で撃墜せよ」と命じたとも話した。